# Ixodes kohlsi
Ixodes kohlsi är en fästingart som beskrevs av Joseph Charles Arthur 1955. Ixodes kohlsi ingår i släktet Ixodes och familjen hårda fästingar. Inga underarter finns listade i Catalogue of Life.